# Radim Drejsl
Radim Drejsl  est un compositeur tchécoslovaque, pianiste et chef d'orchestre. Il est considéré comme un important compositeur de chansons politiquement engagées destinées à promouvoir les visions du régime communiste tchécoslovaque dans les années 1950. Il a appliqué les idées du réalisme socialiste dans sa musique. De retour de Chine et d'Urss, il s'est très probablement suicidé.

## Œuvres choisies

### Piano
- Studentská předehra (Ouverture pour étudiants, 1940)
- Pochod Šenkýřovy hudební školy (1941)
- Polka zamilovaného dráteníka (1942/43)
- Bajky (quatre mouvements, 1943)
- Dvě polky (Deux Polkas, 1943/44)
- Menuetto (1943/44)
- Tance (Danses) (1943/44)
- Šest tanečků (Six petite Danses) (1943/44)
- 1re Suite (1945)
- 2e Suite (1946)
- Sonata (1946)

### Musique de chambre
- Maličkost (Bagatelle pour quintette à cordes et piano, 1941)
- Malá suita pro klarinet a klavír (Petit Suite pour clarinette et piano, 1943/44)
- Sonate pour flûte et piano (1947)
- Sonate pour basson (1948)
- Dechový kvintet (Quintet à vent, 1948)
- Dožínková suita (Suite-maison du printemps) pour hautbois (et cor anglais) et piano (1949/50, publié 1959)

### Œuvres pour orchestre
- Pozdě k ránu (nouvelles symphonique pour piano, harmonium et 19 instruments, publ. par K. Hlaváček, 1942)
- Symfonie pro smyčce (Symphonie pour cordes, 1948)
- Koncert pro klavír a orchestr (Concerto pour Piano et Orchestra, 1948/49)
- Tance z Velké Kubry (Danses de Velká Kubra, 1949)
- Jánošíkovský tanec (1950)

### Chansons
- Česká modlitba (Prière tchèque, 1944)
- Dík za vítězný mír (1945)
- Krajiny dětství (cycle, paroles de František Halas, 1946)
- Čtyři pijácké písně (poésie chinoise, 1947)

### Chansons Militaires
- Armádě zdar (paroles de Miroslav Zachata)
- Sláva tankům (paroles Miroslav Kroh) pour soliste, chœur et orchestre
- Voják úderník (paroles de Miroslav Kroh, 1950) for soliste, chœur et orchestre
- Písnička na vojně (paroles de Miroslav Kroh, 1950)
- Kandidát (1951)
- Za Gottwalda vpřed (paroles de Miroslav Zachata, 1951)
- Voják a sršeň
- Ve jménu Jana Žižky, au nom de Jan Žižka, 1953); paroles Miroslav Kroh
- Tankistům, (publié en 1954)

### Chœurs
- Jarní sbory (chœurs de printemps, 1948)
- Vlaj, naše vlajko (paroles de J. Hájek, 1948)
- Hymna STM (1949)
- Píseň o Fučíkovi (Chanson de Julius Fučík, paroles de Miroslav Zachata, 1951) pour soliste, chœur et orchestra
- Píseň o Stalinovi (Chanson de Stalin) pour soliste, chœur et piano (publié en 1952); paroles de Miroslav Kroh et Miroslav Zachata
- Píseň čs. – čínské družby pour soliste, chœur et orchestra (publié en 1952); paroles de Miroslav Zachata
- Píseň kulometných čet (paroles de Pavel Kohout); pour soliste, chœur et piano
- Země krásná (Mír musí být a bude zachován) (1952)

### Cantates
- Sláva mé zemi (paroles de Miroslav Zachata)
- Kantáta o vrchním veliteli (paroles de Stanislav Neumann, 1952)

### Musique de scène
- Sněm duchů na Turově (théâtre de K. Michl, 1943)
- Russian People (pour piano et 11 instruments)
- Babička (Grand-mère, 1948/49)

### Opéra
- Jan Želivský (opéra incomplet)

### Autre
- Pětiletka (mélodrame)

## Hommage
- (27974) Drejsl, astéroïde nommé en son honneur[2].